# Stadtarchiv Chur
Das Stadtarchiv Chur ist das zentrale Archiv der Bündner Hauptstadt Chur, welches sich seit dem Mittelalter im historischen Rathaus im Herzen der Altstadt befand. Anfang 2025 zog das Stadtarchiv nach über 500 Jahren an einen neuen Standort im Geschäftshaus "Mehrwerk" der Firma Inventx am Hofgraben 3 um. Als öffentliches Archiv ist das Stadtarchiv für alle frei zugänglich, und es stellt die Informationen aus historischen Quellen weitgehend kostenlos zur Verfügung.
Das Stadtarchiv dokumentiert die Geschichte und Entwicklung von Chur und der Region über einen Zeitraum von über tausend Jahren. Es ist das Zentrum für die Geschichte Churs und seiner Bevölkerung und bildet sozusagen das Gedächtnis der Stadt. Die Bestände des Stadtarchivs Chur sind im Schweizerischen Inventar der Kulturgüter von nationaler und regionaler Bedeutung eingetragen. Damit haben sie dieselbe Schutzwürdigkeit wie Baudenkmäler vom Rang der Churer Kathedrale.

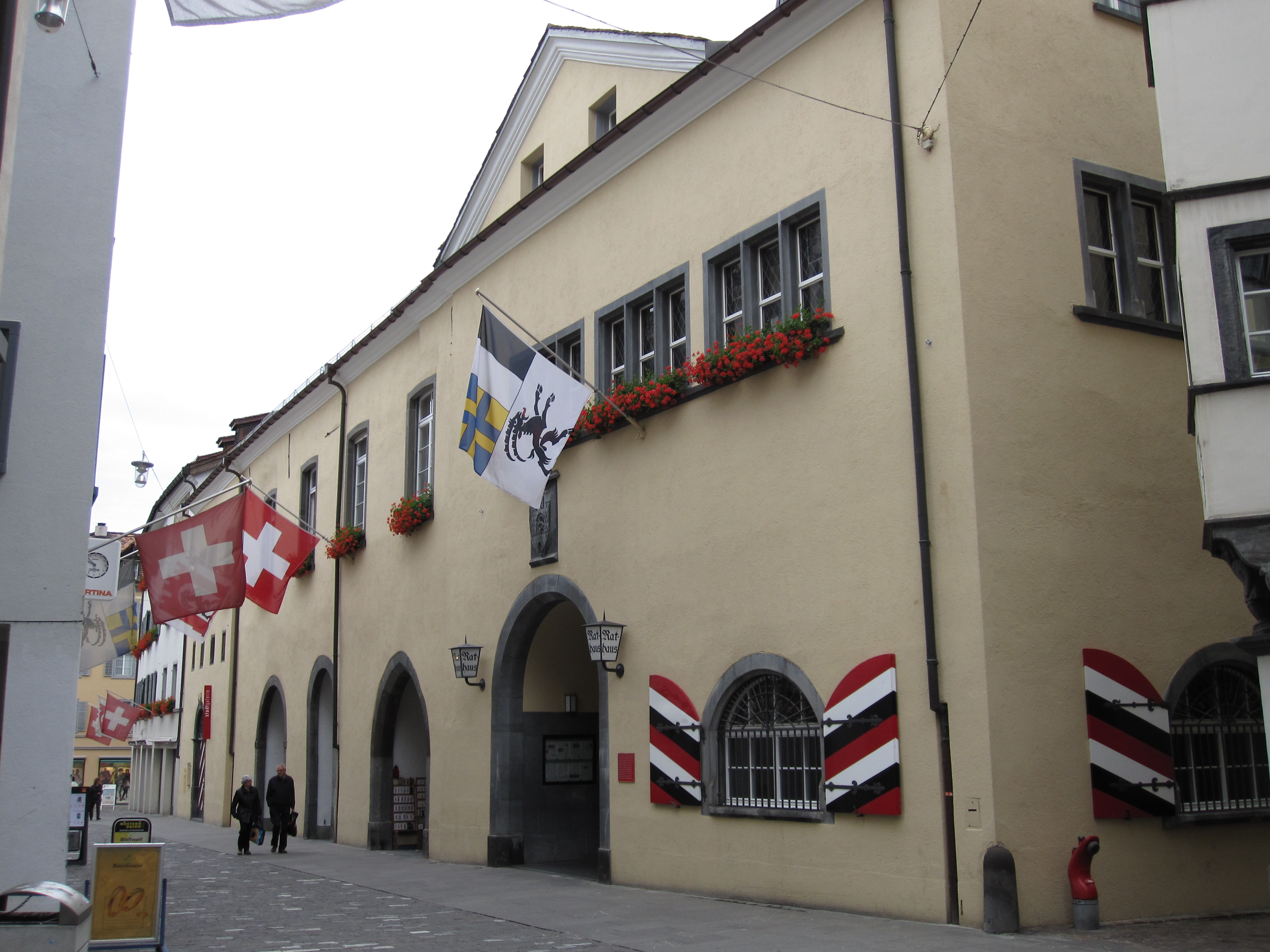
Das Stadtarchiv im Churer Rathaus

## Aufgaben
Das Stadtarchiv Chur ist für die Sicherung, Erschliessung, Aufbewahrung und Auswertung von Archivgut zuständig. Ausserdem fördert das Stadtarchiv Chur die Kenntnis seiner Bestände und deren Auswertung durch eigene wissenschaftliche Arbeiten und Ausstellungen.

## Bestände
Das Stadtarchiv bewahrt die Überlieferung der Stadt Chur, der ehemals selbstständigen Gemeinden Hof, Maladers, Haldenstein und Tschiertschen-Praden sowie der Region Plessur auf. Hinzu kommen die Bestände der ehemaligen Kreise Chur, Churwalden und Schanfigg. Das Stadtarchiv sammelt auch Unterlagen von Privatpersonen und Familien, von Vereinen und Unternehmen. Die älteste Urkunde stammt von 952, das jüngste Dokument ist aus dem aktuellen Jahr.
Die Urkunden, Akten und handgeschriebenen Bücher aus dem Mittelalter und den darauffolgenden Jahrhunderten bilden das sogenannte Historische Archiv. Der Hauptbestand des historischen Archivs stammt aus der Zeit von der Lösung der Stadt vom Bischof im 15. Jahrhundert bis zur Gründung des Kantons Graubünden 1803. Dazu gehört auch die Überlieferung der fünf Zünfte, die zwischen 1465 und 1840 das politische, wirtschaftliche und soziale Leben in der Stadt bestimmten. Das Verwaltungsarchiv umfasst das moderne Verwaltungsschriftgut seit dem 19. Jahrhundert von A wie Alpkommission bis Z wie Zeugnistabellen. Zu den Privatarchiven gehören die sehr vielfältigen Unterlagen von Privatpersonen, Familien, Vereinen und Unternehmen.
Von grosser Bedeutung sind die Sondersammlungen. Das Stadtarchiv verfügt über 80'000 Fotografien aller Art. Hinzu kommen zahlreiche Grafiken und Handzeichnungen. Die in grosser Zahl vorhandenen Karten und Pläne werden in einem eigenen Bereich aufbewahrt. Das Stadtarchiv verfügt zudem über eine umfangreiche Präsenzbibliothek zur Churer und Bündner Geschichte. Ausserdem sind Zeitschriften vorhanden, u. a. die Amtsblätter der Stadt Chur seit 1846.
Der Umfang und die Qualität seiner Bestände machen das professionell betreute Stadtarchiv Chur zu einem wichtigen Informations- und Dienstleistungszentrum.

## Archivbenutzung
Die Bestände des Stadtarchivs und die Präsenzbibliothek stehen allen interessierten Personen für ihre Recherchen kostenlos zur Verfügung. Der Lesesaal ist Montag bis Freitag jeweils am Nachmittag geöffnet.

## Ausstellungen

### Schaufenster- und Vitrinenausstellungen
In den Schaufenstern des Rathauses an der Reichsgasse präsentierte das Stadtarchiv Wechselausstellungen und gab damit Einblicke in geschichtliche Themen rund um die Stadt Chur sowie die fusionierten Gemeinden Hof, Maladers und Haldenstein.
In der Vergangenheit fanden verschiedene Schaufensterausstellungen statt, u. a.:
- Rundgang durch Chur
- Stadtbrand 1464. Chur wird zur Zunftstadt
- Reformation
- Winter in Chur
- Das Stadtarchiv Chur – auf dem Weg in die Zukunft
- Churer Alpen
- Teigwarenfabrik CADA 1841–2006
- Gasversorgung in Chur
- 100 Jahre Pfadi Chur
- Anfänge der Churer Fotografie
- Zur Geschichte der Fusionsgemeinden

Hier finden Sie einen Überblick über historische Ereignisse und Themen, die zum Teil in Ausstellungen des Stadtarchivs präsentiert wurden.

### Ausstellungen in der Stadtgalerie
Das Stadtarchiv Chur führte in der Vergangenheit verschiedene Ausstellungen in der Stadtgalerie durch:
- Chur 1893 – Glanz und Dreck einer Alpenstadt im Industriezeitalter (2010)
- Chur in Klafter und Schuh. Peter Hemmi (1789–1852) und sein Werk (2008)
- Bahnfieber. Bündner Bahngeschichten zwischen Traum und Wirklichkeit (2006)
- Schnee- & Eisrevue. Eine Filmschau des Stadtarchivs zum Churer Wintersport aus den Jahren 1920 bis 1960 (2004)
- Erinnerungen fürs Fotoalbum. Bilder aus dem Nachlass des Churer Studiofotografen Walter Goetz (1897–1971) (2003)
- Engel, Mönch und arme Seelen. Ein Weltgericht in gebranntem Ton aus dem ehemaligen Dominikanerkloster St. Nicolai (2002)
- Architektenträume. Projekte für das Grabenschulhaus in Chur (1891/92) (2002)
- Im Churer Untergrund. Eine Abwasser-Geschichte (2001)
- Mach Platz! Der Kornplatz einst und jetzt (2000)

## Publikationen
Das Stadtarchiv veröffentlicht und vertreibt verschiedene stadtgeschichtliche Publikationen.
- Ulf Wendler: Chur 1893. Glanz und Dreck einer Alpenstadt im Industriezeitalter, Chur: Verlag Desertina 2010.
- Ulf Wendler: Chur in Klafter und Schuh. Der Kartograph Peter Hemmi (1789–1852) und sein Werk, Chur: Verlag Desertina 2008.
- Armon Fontana: Chur. Der Stadtführer, Chur: Verlag Desertina 2003.
- Ursula Jecklin: Churer Stadtgeschichte. Band 1: Von den Anfängen bis zur Mitte des 17. Jahrhunderts, Chur: Verlag Bündner Monatsblatt 1993.
- Ursula Jecklin: Churer Stadtgeschichte. Band 2: Von der Mitte des 17. Jahrhunderts bis zur Gegenwart, Chur: Verlag Bündner Monatsblatt 1993.
- Ulf Wendler: Schulpalast und Lebensraum. Das Quaderschulhaus im Wandel, Chur: Verlag Desertina 2014.
- Katarzyna Mathis: Unvergessenes Chur. Fotogeschichten aus dem Stadtarchiv, Chur: Kultubuchverlag Herausgeber 2017.
- Thomas Bruggmann in Zusammenarbeit mit Ulf Wendler: Wachsendes Selbstbewusstsein und zunehmende Verschriftlichung – Churer Quellen des 15. Jahrhunderts, Chur: Kommissionsverlag Desertina 2017.
- Ulf Wendler (Hrsg.): Glaube und Bewährung. 500 Jahre Reformation in Chur 1523–2023, Chur: Somedia Buchverlag 2023.
- Ulf Wendler/Markus Köhl: Chronik Terz 1727–1811. Zunftbürger, Netzwerke und Alltag: Verlag SwissEdition, 2025.

## Stadtarchivare / Stadtarchivarinnen
- seit 2024: Katarzyna Mathis
- 2006 bis 2024: Ulf Wendler
- 1977 bis 2006: Ursula Jecklin
- 1928 bis 1977: nicht besetzt
- 1920 bis 1928: Michael Valèr

Valèr wurde am 4. März 1861 in Davos geboren. 1881 absolvierte er das Lehrerseminar in Chur. Später studierte er Geschichte und Sprachen in Zürich. Von 1920 bis 1928 war er Churer Stadtarchivar. Er hat Publikationen zur Stadt Chur, zur Bündner Politik und zur Staatlichkeit der frühen Neuzeit veröffentlicht. Am 20. August 1929 starb er in Scuol
- 1893 bis 1919: Fritz Jecklin

Jecklin wurde am 9. Juli 1863 in Chur geboren. Er studierte Geschichte an der Universität Zürich. Von 1891 bis 1927 war er Konservator des Rätischen Museum in Chur. Von 1893 bis 1919 amtierte er daneben als Churer Stadtarchivar. Fritz Jecklin war der erste Stadtarchivar, der das kommunale Archiv nach modernen Grundsätzen führte. Von 1919 bis 1927 war er Staatsarchivar des Kantons Graubünden. Fritz Jecklin schrieb Publikationen, u. a. zu den Drei Bünden. Am 30. Juli 1927 starb er in Chur.